# Pierre Charles Maud'huy
Pierre Charles Thérèse Maud'huy est un homme politique français né le 25 mars 1774 à Metz (Moselle) et décédé le 12 septembre 1843 au même lieu.
S'occupant d'agriculture sous la Révolution et le Premier Empire, il est nommé conseiller de préfecture en 1819 et est député de la Moselle de 1821 à 1824, siégeant au centre.

## Sources
- « Pierre Charles Maud'huy », dans Adolphe Robert et Gaston Cougny, Dictionnaire des parlementaires français, Edgar Bourloton, 1889-1891 [détail de l’édition]